# برنتلی بی-۱
برنتلی بی-۱ (به انگلیسی: Brantly B-1) یک بالگرد دوسرنشین با ملخ کوآکسیال (دومحور) بود که توسط مهندس نیوبای او برنتلی طراحی شد. این محصول با زیرساخت‌های موجود در شرکت «پنسیلوانیا اِلاستیک» طراحی شد که در آن زمان مهندس برنتلی در آنجا استخدام بود. این محصول هرگز به تولید انبوه نرسید. مهندس برنتلی بعها شرکت برنتلی اینترنشنال را بنیانگذاری کرد.

## طراحی
در سال ۱۹۴۶ مهندس برنتلی از یک موتور شش سیلندر هواخنک خطی فرانکلین O-335 که ۱۵۰ اسب بخار نیرو تولید می‌کرد استفاده کرد تا بالگرد خود را توسعه دهد. او با ایجاد سکان و بالابر و گیربکس بالگرد را به مرحله اجراء درآورد. شوربختانه وزن این بالگرد بسیار سنگین بود و هرگز به مراحل بعدی نرسید و پروژه رها گشت.

## مشخصات
داده‌ها از 
ویژگی‌های عمومی
- خدمه: ۱
- ظرفیت: ۱
- طول: ۱۷ فوت ۶ اینچ (۵٫۳۳ متر)
- ارتفاع: ۷ فوت ۹ اینچ (۲٫۳۶ متر)
- وزن خالی: ۱٬۳۲۵ پوند (۶۰۱ کیلوگرم)
- وزن ناخالص: ۲٬۰۰۰ پوند (۹۰۷ کیلوگرم)
- پیشرانه: ۱ عدد 6-cyl. air-cooled horizontally=opposed piston engine Franklin O-335, ۱۵۰ اسب بخار (۱۱۰ کیلووات)
- قطر روتور اصلی: عدد ۲۹ فوت ۶ اینچ (۹ متر)

عملکرد
- سرعت کروز: ۱۱۳ مایل بر ساعت (۱۸۲ کیلومتر بر ساعت، ۹۸ گره)
- بُرد: ۴۰۰ مایل (۶۴۰ کیلومتر، ۳۵۰ مایل دریایی)